# Leucula nana
Leucula nana är en fjärilsart som beskrevs av W. Warren 1897. Leucula nana ingår i släktet Leucula och familjen mätare. Inga underarter finns listade i Catalogue of Life.